# Дабровски, Джозеф
Джозеф Дабровски, польский вариант — Юзеф Анджей Домбровский (англ. Joseph Dabrowski, пол. Józef Andrzej Dąbrowski; 17 июля 1964 года, село Высока-Стшижовска, гмина Стшижув, Стшижувский повят, Подкарпатское воеводство, Польша) — четырнадцатый епископ Шарлоттауна с 2 апреля 2023 года. Член монашеской конгрегации Архангела Михаила (C.S.M.A.).

## Биография
Родился в 1964 году в селе Высока-Стшижовска в Стшижувском повяте Подкарпатского воеводства, Польша. Обучался в средней школе монашеской конгрегации Архангела Михаила, по окончании которой вступил в эту же конгрегацию. Затем изучал богословие и философию в семинарии теологического института Святого Петра в городе Витербо, Италия. Получил научную степень магистра философии и богословия в Папском институте Святого Ансельма. 4 мая 1991 года рукоположён в священники.
До 1992 года служил в Лондоне в монашеской общине конгрегации Архангела Михаила. В 1992—1993 годах — викарий храма Пресвятой Девы Марии Ченстоховской в Лондоне, Канада. В последующие годы: священник в приходе Святого Михаила в Лимингтоне (1993—1996), священник в приходе Святого Пия X в Лондоне (1996—1997), викарий, настоятель в приходе Пресвятой Девы Марии в Лондоне (1997—2013), настоятель Северо-Американской провинции конгрегации Архангела Михаила (2013—2015).
31 января 2015 года Римский папа Франциск назначил его вспомогательным епископом епархии Лондона и титулярным епископом Цезии Нумидийской. 14 апреля 1925 года состоялось его рукоположение в епископы, которое совершил епископ Лондона Рональд Питер Фаббро в сослужении с архиепископом Торонто кардиналом Томасом Коллинзом и епископом-эмеритом Лондона Джоном Майклом Шерлоком.
2 апреля 2023 года римский папа Франциск назначил его ординарием епархии Шарлоттауна.